# Hollie Vise
Hollie Vise, née le 6 décembre 1987 à Dallas, est une gymnaste artistique américaine.

## Palmarès

### Championnats du monde
- Anaheim 2003
  -  médaille d'or au concours par équipes
  -  médaille d'or aux barres asymétriques